# Lagosinia rhodesiensis
Lagosinia rhodesiensis är en insektsart som beskrevs av Hodgson 1968. Lagosinia rhodesiensis ingår i släktet Lagosinia och familjen skålsköldlöss.
Artens utbredningsområde är Zimbabwe. Inga underarter finns listade i Catalogue of Life.